# Mariya Shekirova
Mariya Shekirova (9 de diciembre de 1988) es una deportista uzbeka que compitió en judo (desde 2011 participó bajo la nacionalidad rusa). Ganó cinco medallas en el Campeonato Asiático de Judo entre los años 2004 y 2008.

## Palmarés internacional
| Representando a Uzbekistán |                      |                   |           |
| Campeonato Asiático        |                      |                   |           |
| Año                        | Lugar                | Medalla           | Categoría |
| 2004                       | Almatý ( Kazajistán) | Medalla de bronce | Abierta   |
| 2005                       | Taskent (Uzbekistán) | Medalla de bronce | +78 kg    |
| 2005                       | Taskent (Uzbekistán) | Medalla de bronce | Abierta   |
| 2008                       | Jeju (Corea del Sur) | Medalla de plata  | +78 kg    |
| 2008                       | Jeju (Corea del Sur) | Medalla de bronce | Abierta   |